# پی‌بی‌زد
پی‌بی‌زد (انگلیسی: Privredna banka Zagreb) شرکت خدمات مالی و بانکداری کروات است، که در سال ۱۹۶۶ تأسیس شد.